# Thanh Lệ
Thanh Lệ (清麗 Seirei) là danh hiệu Nữ Lưu thứ 7 của Nữ Lưu kì sĩ Nhật Bản. Giải đấu để tranh danh hiệu này là Cúp Taisei - Thanh Lệ chiến (大成建設杯清麗戦 (Đại Thành Kiến Thiến cup - Thanh Lệ chiến)) - đồng tổ chức bởi Tập đoàn Xây dựng Taisei và Liên đoàn Shogi Nhật Bản, với loạt danh hiệu diễn ra tối đa 5 ván và phần thưởng 7 triệu Yên - kèm với danh hiệu Thanh Lệ. Danh hiệu này được tranh đấu lần đầu tiên vào năm 2019.

## Tổng quan
Tháng 12 năm 2018, Liên đoàn Shogi Nhật Bản thông báo về việc sẽ tổ chức một giải danh hiệu mới mang tên Cúp Hulic - Thanh Lệ chiến (ヒューリック杯清麗戦) - với phần thưởng là 7 triệu Yên, vượt qua kỉ lục cũ là 5 triệu Yên của Giải MyNavi nữ mở rộng và Nữ Lưu Vương Tọa chiến, giúp Thanh Lệ trở thành danh hiệu Nữ Lưu đắt giá nhất, trước khi Bạch Linh ra đời năm 2020. Thanh Lệ, về thứ tự thời gian là danh hiệu ra đời là thứ 7, sau Nữ Lưu Vương Tọa vào năm 2011.
Tập đoàn Hulic đã là nhà tài trợ đặc biệt của Kì Thánh chiến kể từ năm 2018. Trong buổi họp báo diễn ra vào tháng 12/2018, chủ tịch Hulic - Nishiura Saburo đã nói: "Có 8 danh hiệu dành cho kì thủ chuyên nghiệp mà họ đều là nam, chỉ có 6 danh hiệu Nữ Lưu kì sĩ. Tôi nghĩ rằng việc tạo thêm sân chơi để các Nữ Lưu kì sĩ có thể cạnh tranh"
Về tên của danh hiệu này, Shimizu Ichiyo Nữ Lưu Lục đẳng - Giám đốc thường trực của Liên đoàn Shogi Nhật Bản giải thích trong buổi họp báo ra mắt danh hiệu Thanh Lệ: "Tên của danh hiệu này được chọn để thể hiện sự cuốn hút của phái nữ bằng sự thanh tao và cái đẹp trang nhã."
Ngày 6 tháng 11 năm 2020, Tập đoàn Hulic thông báo về việc sẽ tham gia đồng sáng lập một danh hiệu mới cho giới Nữ Lưu kì sĩ - Bạch Linh chiến mà kèm với đó là Nữ Lưu Thuận Vị chiến, từ đó kéo theo việc thay đổi nhà tài trợ của giải đấu này là Tập đoàn Xây dựng Taisei kể từ kì 3 (2021), từ đó cũng đổi tên giải đấu thành Cúp Taisei - Thanh Lệ chiến (大成建設杯清麗戦 (Đại Thành Kiến Thiến cup - Thanh Lệ chiến)) như ngày nay. Tiền thưởng của Bạch Linh cũng là 15 triệu Yên - biến số tiền thường 7 triệu Yên của Thanh Lệ xuống vị trí thứ 2.

## Thể thức
Thanh Lệ chiến gồm có hai giai đoạn là Sơ loại và Xác định Khiêu chiến giả. Người chiến thắng cuối cùng sẽ thi đấu một loạt trận 5 ván với đương kim Thanh Lệ, Nữ Lưu kì sĩ chiến thắng chung cuộc sẽ trở thành người sở hữu danh hiệu này.
Chỉ có các Nữ Lưu kì sĩ chính thức mới được tham gia giải đấu này, các kì thủ nữ trong Trường Đào tạo Kỳ thủ trẻ và nữ kì thủ nghiệp dư không được phép tham gia. Đương kim Thanh Lệ sẽ được miễn thi đấu tất cả các vòng trong Sơ loại và Xác định Khiêu chiến giả.

### Sơ loại
Giai đoạn Sơ loại này gồm có hai phần, Giải đấu Sơ loại (予選トーナメント) và Nhánh thua (再挑戦トーナメント (Tái khiêu chiến Giải đấu)). Người chiến thắng Giải đấu Sơ loại và ba người chiến thắng Nhánh thua sẽ bước vào Xác định Khiêu chiến giả. Trong toàn bộ Sơ loại, mỗi kì thủ trong một ván đấu sẽ có 2 tiếng (đồng hồ cờ vua).
Ở Giải đấu Sơ loại, tất cả các kì thủ sẽ được bốc thăm để thi đấu loại trực tiếp một lượt, từ đó chọn ra một Nữ Lưu kì sĩ duy nhất chiến thắng giai đoạn này.
Ở Nhánh thua sẽ có 5 phân nhánh khác nhau, dành cho:
- Tất cả các kì thủ nữ thất bại trong hai vòng đầu tiên của Giải đấu Sơ loại
- Các Nữ Lưu kì sĩ thất bại ở vòng 3 (16 người)/vòng 4 (8 người)/Tứ kết (4 người)
- Hai kì thủ thất bại trong trận Bán kết.
- 5 nhánh này sẽ tiếp tục thi đấu loại trực tiếp với nhau, chọn ra 5 kì thủ nữ xuất sắc, cùng với Nữ Lưu kì sĩ thất bại trong trận Chung kết Giai đoạn Sơ loại sẽ được bắt cặp thi đấu với nhau, chọn ra 3 kì thủ chiến thắng Nhánh thua.

Trong quá khứ, tất cả các giai đoạn Sơ loại của các giải danh hiệu Nữ Lưu, khi một kì thủ nữ thua một ván cờ - họ bị loại ra khỏi giải đấu ngay lập tức, nhưng ở Thanh Lệ chiến - sau khi nhận thất bại đầu tiên, họ vẫn có cơ hội để tiếp tục thi đấu. Sato Yasumitsu, chủ tịch Liên đoàn Shogi Nhật Bản cho rằng đây là "một cơ hội đặc biệt để tăng tỉ lệ được thi đấu và dành chiến thắng"

### Xác định Khiêu chiến giả
4 Nữ Lưu kì sĩ chiến thắng Sơ loại sẽ được bắt cặp ngẫu nhiên để thi đấu loại trực tiếp, với người chiến thắng cuối cùng trở thành Thanh Lệ Khiêu chiến giả. Trong mỗi ván đấu của giai đoạn này, mỗi kì thủ sẽ có 3 tiếng.

### Loạt trận tranh danh hiệu
Đương kim Thanh Lệ và Thanh Lệ Khiêu chiến giả sẽ thi đấu một loạt 5 ván cờ, người chiến thắng trước ba ván sẽ trở thành người sở hữu danh hiệu Thanh Lệ. Trong loạt trận tranh ngôi, mỗi ván mỗi kì thủ sẽ có 4 tiếng.

### Thể thức kì 1
Ở kì đầu tiên, Thanh Lệ chiến có hai giai đoạn là Sơ loại và Xác định Khiêu chiến giả. Hai Nữ Lưu kì sĩ cuối cùng của Xác định Khiêu chiến giả thi đấu với nhau loạt 5 ván cờ, người chiến thắng trở thành đương kim Thanh Lệ. Ở kì 1, người chiến thắng chung cuộc là Satomi Kana.

#### Sơ loại
Giai đoạn Sơ loại của Thanh Lệ chiến kì 1 gồm có tất cả Nữ Lưu kì sĩ đăng kí tham gia. Họ sẽ thi đấu tối đa 7 ván đấu, ván đấu đầu tiên được bốc thăm ngẫu nhiên - sau đó những kì thủ cùng hiệu số sẽ được bắt cặp với nhau để thi đấu. Để vượt qua giai đoạn này, một kì thủ nữ cần phải thắng ít nhất 6 ván trở lên, hay nói cách khác - nếu một Nữ Lưu kì sĩ thua tới trận thứ 2, họ sẽ bị loại. Hai Nữ Lưu kì sĩ khi đó sở hữu danh hiệu là Satomi Kana và Watanabe Mana được ghi nhận thắng trận đầu tiên mà không cần thi đấu. 
| Bốn Nữ Lưu kì sĩ chiến thắng giai đoạn Sơ loại ở Thanh Lệ chiến kì 1 | Bốn Nữ Lưu kì sĩ chiến thắng giai đoạn Sơ loại ở Thanh Lệ chiến kì 1 | Bốn Nữ Lưu kì sĩ chiến thắng giai đoạn Sơ loại ở Thanh Lệ chiến kì 1 | Bốn Nữ Lưu kì sĩ chiến thắng giai đoạn Sơ loại ở Thanh Lệ chiến kì 1 | Bốn Nữ Lưu kì sĩ chiến thắng giai đoạn Sơ loại ở Thanh Lệ chiến kì 1 | Bốn Nữ Lưu kì sĩ chiến thắng giai đoạn Sơ loại ở Thanh Lệ chiến kì 1 | Bốn Nữ Lưu kì sĩ chiến thắng giai đoạn Sơ loại ở Thanh Lệ chiến kì 1 | Bốn Nữ Lưu kì sĩ chiến thắng giai đoạn Sơ loại ở Thanh Lệ chiến kì 1 | Bốn Nữ Lưu kì sĩ chiến thắng giai đoạn Sơ loại ở Thanh Lệ chiến kì 1 | Bốn Nữ Lưu kì sĩ chiến thắng giai đoạn Sơ loại ở Thanh Lệ chiến kì 1 | Bốn Nữ Lưu kì sĩ chiến thắng giai đoạn Sơ loại ở Thanh Lệ chiến kì 1 | Bốn Nữ Lưu kì sĩ chiến thắng giai đoạn Sơ loại ở Thanh Lệ chiến kì 1 | Bốn Nữ Lưu kì sĩ chiến thắng giai đoạn Sơ loại ở Thanh Lệ chiến kì 1 | Bốn Nữ Lưu kì sĩ chiến thắng giai đoạn Sơ loại ở Thanh Lệ chiến kì 1 | Bốn Nữ Lưu kì sĩ chiến thắng giai đoạn Sơ loại ở Thanh Lệ chiến kì 1 | Bốn Nữ Lưu kì sĩ chiến thắng giai đoạn Sơ loại ở Thanh Lệ chiến kì 1 | Bốn Nữ Lưu kì sĩ chiến thắng giai đoạn Sơ loại ở Thanh Lệ chiến kì 1 |
| Nữ Lưu kì sĩ                                                         | Thắng                                                                | Bại                                                                  | Vòng 1                                                               | Vòng 1                                                               | Vòng 2                                                               | Vòng 2                                                               | Vòng 3                                                               | Vòng 3                                                               | Vòng 4                                                               | Vòng 4                                                               | Vòng 5                                                               | Vòng 5                                                               | Vòng 6                                                               | Vòng 6                                                               | Vòng 7                                                               | Vòng 7                                                               |
| -------------------------------------------------------------------- | -------------------------------------------------------------------- | -------------------------------------------------------------------- | -------------------------------------------------------------------- | -------------------------------------------------------------------- | -------------------------------------------------------------------- | -------------------------------------------------------------------- | -------------------------------------------------------------------- | -------------------------------------------------------------------- | -------------------------------------------------------------------- | -------------------------------------------------------------------- | -------------------------------------------------------------------- | -------------------------------------------------------------------- | -------------------------------------------------------------------- | -------------------------------------------------------------------- | -------------------------------------------------------------------- | -------------------------------------------------------------------- |
| Nakamura Marika                                                      | 6                                                                    | 0                                                                    | ○                                                                    | Ueda                                                                 | ○                                                                    | Honda                                                                | ○                                                                    | Ido                                                                  | ○                                                                    | Watanabe(Mana)                                                       | ○                                                                    | Kagawa                                                               | ○                                                                    | Nakazawa                                                             | -                                                                    | -                                                                    |
| Yorimoto Nana                                                        | 6                                                                    | 1                                                                    | ●                                                                    | Miyaso                                                               | ○                                                                    | Isotani                                                              | ○                                                                    | Karolina                                                             | ○                                                                    | Nakai                                                                | ○                                                                    | Inagawa                                                              | ○                                                                    | Wada                                                                 | ○                                                                    | Nakazawa                                                             |
| Tomomi Kai                                                           | 6                                                                    | 1                                                                    | ○                                                                    | Murata                                                               | ○                                                                    | Kato(Yuria)                                                          | ○                                                                    | Ito                                                                  | ○                                                                    | Satomi(Kana)                                                         | ●                                                                    | Nakazawa                                                             | ○                                                                    | Kagawa                                                               | ○                                                                    | Wakita                                                               |
| Satomi Kana                                                          | 6                                                                    | 1                                                                    | □                                                                    | (miễn)                                                               | ○                                                                    | Hori                                                                 | ○                                                                    | Watanabe(Mio)                                                        | ●                                                                    | Tomomi                                                               | ○                                                                    | Miyaso                                                               | ○                                                                    | Watanabe (Mana)                                                      | ○                                                                    | Ito                                                                  |

#### Xác định Khiêu chiến giả
4 kì thủ vượt qua vòng Sơ loại được bắt cặp thi đấu với nhau, hai kì thủ chiến thắng sẽ là hai kì thủ tham gia loạt trận tranh ngôi. Ở ván đấu này, mỗi kì thủ có 3 tiếng cờ vua. 
|  | Bán kết                         | Bán kết                    |  |  | Chung kết                   | Chung kết |  |
|  |                                 |                            |  |  |                             |           |  |
|  |                                 |                            |  |  |                             |           |  |
|  | Yorimoto Nana Nữ Lưu Sơ đẳng    | ●                          |  |  |                             |           |  |
|  | Satomi Kana Nữ Lưu Ngũ quán     | ○                          |  |  |                             |           |  |
|  |                                 |                            |  |  |                             |           |  |
|  |                                 |                            |  |  |                             |           |  |
|  |                                 |                            |  |  | Satomi Kana Nữ Lưu Ngũ quán |           |  |
|  |                                 | Tomomi Kai Nữ Lưu Ngũ đẳng |  |  |                             |           |  |
|  |                                 |                            |  |  |                             |           |  |
|  |                                 |                            |  |  |                             |           |  |
|  |                                 |                            |  |  |                             |           |  |
|  |                                 |                            |  |  |                             |           |  |
|  | Tomomi Kai Nữ Lưu Ngũ đẳng      | ○                          |  |  |                             |           |  |
|  | Nakamura Marika Nữ Lưu Tam đẳng | ●                          |  |  |                             |           |  |

#### Loạt trận tranh danh hiệu (diễn ra từ ngày 3/8/2019 - 27/9/2020)
| Ván đấu                     | Ván 1   | Ván 1   | Ván 2   | Ván 2   | Ván 3    | Ván 3    | Ván 4                               | Ván 5                               |
| Ván đấu                     | 3/8     | 3/8     | 24/8    | 24/8    | 7/9      | 7/9      | 14/9                                | 27/9                                |
| --------------------------- | ------- | ------- | ------- | ------- | -------- | -------- | ----------------------------------- | ----------------------------------- |
| Satomi Kana Nữ Lưu Ngũ quán |         | ○       | (Tiên)  | ○       |          | ○        | Satomi Kana trở thành tân Thanh Lệ. | Satomi Kana trở thành tân Thanh Lệ. |
| Tomomi Kai Nữ Lưu Ngũ đẳng  | (Tiên)  | ●       |         | ●       | (Tiên)   | ●        | -                                   | -                                   |
| Số nước đi - Kì phổ         | 96 nước | 96 nước | 99 nước | 99 nước | 120 nước | 120 nước | -                                   | -                                   |

## Danh dự Nữ hoàng Thanh Lệ.
Nữ hoàng Thanh Lệ (クイーン清麗) là danh dự được trao cho một Nữ Lưu kì sĩ nếu như cô ấy giành danh hiệu Thanh Lệ đủ 5 kì.
Ngày 20 tháng 8 năm 2024, sau khi giành chiến thắng trong ván thi đấu thứ tư trước Kato Momoko trong loạt tranh ngôi của Thanh Lệ chiến kì thứ 6, Fukuma Kana trở thành nữ kỳ thủ đầu tiên nhận được danh dự này.

## Loạt trận tranh danh hiệu
| Kì | Năm  | Loạt tranh ngôi | Loạt tranh ngôi | Loạt tranh ngôi  | Xác định Khiêu chiến giả | Xác định Khiêu chiến giả | Xác định Khiêu chiến giả |
| Kì | Năm  | Thắng Bán kết 1 | Tỉ số           | Thắng Bán kết 2  | -                        | Top 4                    | Top 4                    |
| -- | ---- | --------------- | --------------- | ---------------- | ------------------------ | ------------------------ | ------------------------ |
| 1  | 2019 | Satomi Kana     | ○○○             | Kai Tomomi       | (không có)               | Yorimoto Nana            | Nakamura Marika          |
| Kì | Năm  | Thanh Lệ        | Tỉ số           | Khiêu chiến giả  | Về nhì                   | Top 4                    | Top 4                    |
| 2  | 2020 | Satomi Kana (2) | ○○●●○           | Ueda Hatsumi     | Ito Sae                  | Iwane Shinobu            | Ishimoto Sakura          |
| 3  | 2021 | Satomi Kana     | ●●○○●           | Kato Momoko      | Suzuki Kanna             | Kagawa Manao             | Nakai Hiroe              |
| 4  | 2022 | Kato Momoko     | ●●●             | Satomi Kana (3)  | Nishiyama Tomoka         | Yamane Kotomi            | Ito Sae                  |
| 5  | 2023 | Satomi Kana (4) | ○●○○            | Nishiyama Tomoka | Kato Momoko              | Suzuki Kanna             | Kai Tomomi               |
| 6  | 2024 | Fukuma Kana (5) | ○●○○            | Kato Momoko      | Nishiyama Tomoka         | Yamane Kotomi            | Suzuki Kanna             |
| 7  | 2025 | Fukuma Kana     |                 |                  |                          | Ueda Hatsumi             | Nishiyama Tomoka         |